# Goerodes flavus
Goerodes flavus är en nattsländeart som först beskrevs av Georg Ulmer 1926.  Goerodes flavus ingår i släktet Goerodes och familjen kantrörsnattsländor. Inga underarter finns listade i Catalogue of Life.